# Ellen Emmet Rand
Ellen Emmet Rand (de soltera Ellen Gertrude Emmet; 4 de marzo de 1875-18 de diciembre de 1941) fue una pintora e ilustradora estadounidense. Se especializó en retratos, pintando más de 500 obras durante su carrera, incluidos retratos del presidente Franklin D. Roosevelt, del artista Augustus Saint-Gaudens y de sus primos Henry James y William James. Rand estudió en la Cowles Art School de Boston y en la Art Students League de la ciudad de Nueva York y realizó ilustraciones para Vogue Magazine y Harper's Weekly antes de viajar a Inglaterra y luego a Francia para estudiar con el escultor Frederick William MacMonnies. El Museo de Arte William Benton de la Universidad de Connecticut posee la mayor colección de sus pinturas y los Archivos y Colecciones Especiales del Centro de Investigación Thomas J. Dodd de la Universidad de Connecticut y los Archivos de Arte Americano del Instituto Smithsoniano tienen entre sus colecciones parte de sus trabajos, fotografías y dibujos.

## Biografía
Ellen Gertrude Emmet fue la tercera de los seis hijos de Ellen James Temple Emmet y Christopher Temple Emmet. La llamaron "Bay" (bahía). Emmet nació en San Francisco pero se mudó a Nueva York después de la muerte de su padre en 1884. Sus primos era los pintores Lydia Field Emmet (1866-1952), Rosina Emmet Sherwood (1854-1948) y Jane Emmet de Glehn (1873-1961) y los escritores Henry James (1843-1916) y William James (1842-1910). Se casó con William Blanchard Rand en 1911 y tuvo tres hijos. El estudio principal de Rand estaba en la ciudad de Nueva York, pero también trabajaría en Salisbury, Connecticut, donde vivía su familia.

## Carrera profesional

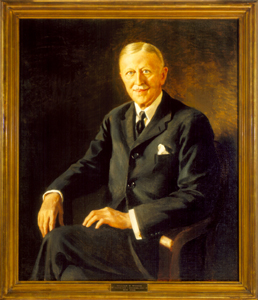
Secretario del Tesoro William H. Woodin (1934), Departamento del Tesoro

Rand estudió con Dennis Miller Bunker y asistió a la Cowles Art School de Boston y posteriormente, entre 1889 y 1893, a la Art Students League de Nueva York. Rand también asistió a la Escuela de Arte de Verano Shinnecock Hills de William Merritt Chase. Harry McVickar, editor de la revista Vogue, vio su trabajo en una exposición para la escuela de verano y le pidió que trabajara para la revista haciendo ilustraciones. También trabajó para Harper's Weekly y Harper's Bazaar. En 1896 Rand viajó a Inglaterra. Regresó a los Estados Unidos en 1898 y posteriormente viajó a París para estudiar con MacMonnies. También en Francia y estudiando con MacMonnies estuvo su compañera y artista estadounidense Mary Foote. Rand regresó a la ciudad de Nueva York en 1900 y comenzó su carrera de pintura de forma más profesional.
Rand centró su energía y producción en pintar retratos de directores de empresas, mujeres de la sociedad, políticos, científicos, profesores, abogados y artistas en los Estados Unidos. Sus retratos de la cantante Susan Metcalfe Casals, de su esposo, el violonchelista Pablo Casals y del cantante de ópera Charles Gilibert, así como sus retratos del escultor Saint-Gaudens y MacMonnies, dan fe de su compromiso con las artes en la primera década del siglo XX. En cuanto a los políticos, afirmaba haber comenzado a trabajar en un retrato del presidente Theodore Roosevelt, pero que tuvo que abandonar. "Fue ridículo", recordaba. "No podía quedarse quieto, especialmente cuando los niños entraban y salían del estudio con serpientes y arañas". A pesar de todo, Rand consiguió realizar tres retratos del presidente Franklin Roosevelt, incluido el retrato presidencial oficial. Fue la segunda artista femenina encargada de realizar un retrato presidencial. Después de su muerte, el retrato se trasladó a la propiedad de Roosevelt y futura Biblioteca y Museo Presidencial de Franklin D. Roosevelt en Hyde Park, Nueva York. No está claro por qué se llevó a cabo tal traslado, aunque hay correspondencia entre el presidente Harry Truman y la primera dama Eleanor Roosevelt sobre el tema. Posteriormente se usó otro retrato para reemplazar el trabajo de Rand en la Casa Blanca. En 2004, se informó que el retrato había desaparecido de la biblioteca. Rand también pintó a tres secretarios de Estado de Estados Unidos — John Milton Hay, Elihu Root y Henry Lewis Stimson.

## Premios y reconocimientos
Rand fue la primera mujer en recibir una Medalla de oro Beck de la Academia de Bellas Artes de Pensilvania, que se trata de un prestigioso premio que se entrega al mejor retrato al óleo presentado a la academia de artista estadounidense.  En su caso, la concesión del premio se debió a su Retrato del Excmo. Donald T. Warner (1921) y se lo otorgaron en la exposición anual de PAFA de 1922.

## Obras

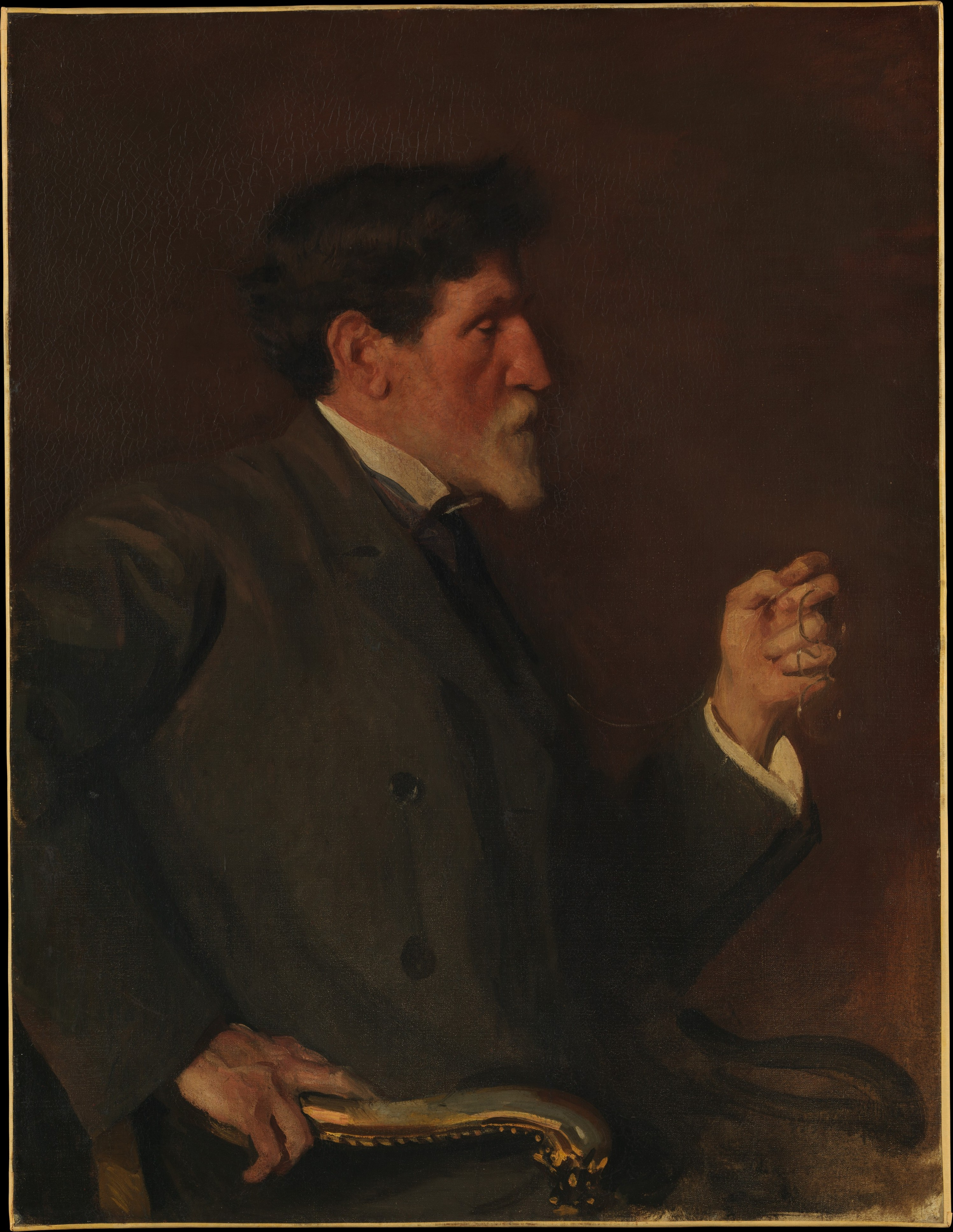
Augustus Saint-Gaudens (hacia 1904), Museo Metropolitano de Arte

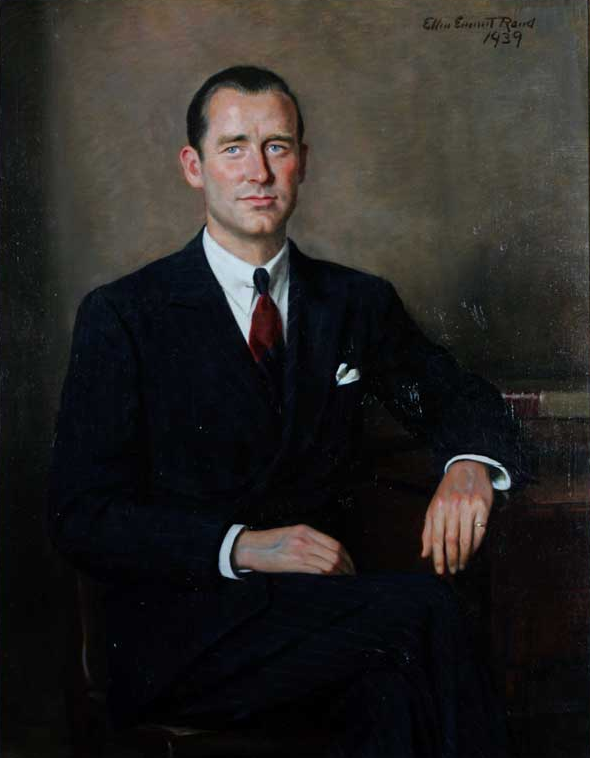
Gobernador William H. Vanderbilt III (1939), Universidad de Vanderbilt

- Museo de Arte William Benton, Universidad de Connecticut
  - Galería en línea de Ellen Emmet Rand[11]
- Museos de arte de la Universidad de Harvard, Cambridge, Massachusetts
  - Rt. Rvdo. William T. Lawrence[12] (1850-1941)
  - William Watson Goodwin[13] (1831-1912)
  - Ada Louise Comstock[14] (1876-1973)
  - Richard Glover Ames (fallecido en 1935) y Henry Russell Ames (fallecido en 1935)[15]
- Museo Hill-Stead, Farmington, Connecticut
  - Papa Ada Brooks[16]
- Museo Metropolitano de Arte, Nueva York
  - Augustus Saint-Gaudens[17]
  - Armory S. Carhart, Jr.[18]
  - Benjamin Altman[19]
  - Ataúd de William Sloane[20]
- Museo Smithsonian de Arte Americano, Washington, DC
  - Mary Elizabeth Marvin Goodrich[21] (esposa de Benjamin Goodrich )
- Colección de arte de la Universidad de Vanderbilt, Nashville, Tennessee
  - Ann Gordon Colby[22] (Sra. William Vanderbilt III)
  - Ellen French Vanderbilt[23]
  - William H. Vanderbilt III[24]
- Colecciones del Museo de Winterthur, Wilmington, Delaware
  - Henry Algernon du Pont[25]
  - Henry Francis du Pont[26]
  - Mary Pauline Foster du Pont[27]
- Departamento de Estado de EE. UU., Washington, DC
  - Galería de los Secretarios de Estado de los Estados Unidos[28]